# Myczkowce
Myczkowce (ukrán nyelven: Мичківці, Mychkivtsi) Lengyelország délkeleti részén, a Kárpátaljai vajdaságban, a Leskói járásban található település. A község  Solinától közel 8 kilométernyire fekszik nyugati irányban, míg a járási központnak számító Lesko 8 kilométernyire délnyugatra található, valamint a vajdaság központja, Rzeszów 73 kilométernyire északra van a településtől.

## Fordítás
Ez a szócikk részben vagy egészben  a   Myczkowce című angol Wikipédia-szócikk ezen változatának fordításán alapul.  Az eredeti cikk szerkesztőit annak laptörténete sorolja fel. Ez a jelzés csupán a megfogalmazás eredetét és a szerzői jogokat jelzi, nem szolgál a cikkben szereplő információk forrásmegjelöléseként.